# Национален музей на народните изкуства на Хуцулия и Покутия „Йосафат Кобрински“
Националният музей на народните изкуства на Хуцулия и Покутия „Йосафат Кобрински“ (на украински: Національний музей народного мистецтва Гуцульщини та Покуття імені Й. Кобринського) е музей в Коломия, Украйна. Музеят съхранява ценни и редки произведения на народното творчество от района на Хуцулия и Покутия. Това е първият музей на украинското изкуство в Западна Украйна. Намира се в централната част на града, в сградата на бившия Народен дом.

## История

### От 1926 до 40-те години на XX век
Коломийският музей на народното изкуство на Хуцулия и Покутия е основан през 1926 година. Представители на коломийската интелигенция повдигат въпроса за създаване на културен и художествен център на региона още в края на XIX век. Така в града е построен Народният дом като средище на украинската култура, образование и общественост. С особен принос за тази кауза е отец Йосафат Кобрински. Един от точките в устава към основаването на Коломийския Народен дом, по идея на отец Йосафат, е създаването на музей на Хуцулия. Този план е реализиран от племенника на свещеника – Володимир Кобрински.
На 13 ноември 1926 г. Управителният съвет на дружеството „Народен дом“ разглежда плана за организация на музея, представен от В. Кобрински, одобрява устава и името на институцията – Украински народен музей „Хуцулшчина“, кръстен на отец Йосафат Кобрински. Самият Владимир Кобрински става първият директор и единствен служител на музея. Той разработва и концептуалните основи на музейната институция и събира първите колекции от народно изкуство по време на пътувания до селата в региона, закупувайки предметите за своя сметка. Музеят се поддържа от доброволни дарения. Дълго време полското правителство не дава разрешение за официалното откриване на музея. Така откриването се състоя едва на 31 декември 1934 година.
В първите дни на официалното си съществуване, институцията остава обществена, а изложбата ѝ е отворена за посетители веднъж седмично. През 30-те години на миналия век Коломийският музей „Хуцулшчина“ има 4 отдела: исторически, Хуцулско и култово изкуство, етнографски, архив и библиотека.
След присъединяването на западноукраинските земи към Украинската ССР през 1939 г., музеят получава статут на държавна институция.
По време на Втората световна война музеят в Коломия е разграбен.

### Музеят по съветско време
Музейната институция в Коломия възобновява дейността си през 1944 година. През 1945 г. той е преименуван на Коломийски музей на народното творчество на Хуцулия, а по-късно в Коломийски музей на народните изкуства на Хуцулия. След тези промени, музеят променя широкообхватния си характер и се фокусира върху художествени изкуства.
В първите следвоенни години, музейният фонд включва повече от 5 000 образци на народното творчество. В библиотеката към музея се съхраняват ценни издания и документални паметници. Голяма част от колекциите са признати от съветските служители за „неважни“ и дори „антисъветски“ или „политически вредни“. Ръководството на музея е многократно обвинявано в национализъм. Значителен брой национални паметници с висока историческа и художествена стойност са извадени от фонда на музея, особено през 1947 г. – колекция от сфрагистика (654 предмета на съхранение), филателен подраздел (8 204 единици на съхранение), книги и исторически документи (почти 300 тома). Впоследствие, през 1950 г., 1 629 публикации са предадени на местната фабрика за хартия за рециклиране. Част от паметниците на културата, предимно с църковно предназначение, които са били застрашение от унищожаване, са предадени от В. Кобрински на надеждни хора за тайно съхранение. Някои от тях, както и мемориалната колекция на писателя Андрий Чайковски (забранена от съветските власти), са тайно съхранявани в музея. През 1952 г. В. Кобрински е освободен от поста си. През 50-те години част от музейните колекции „Хуцулшчина“ е отделена в специален фонд, а в двора на музея са изгорени около 10 000 ценни предмета, старопечатни книги и книги „с украински национален уклон“.

### Институция за независимост
От 1996 г. музеят носи съвременното си име – Музей на народните изкуства на Хуцулия и Покутия „Йосафат Кобрински“. Музеят е включен в Енциклопедия Британика като „музей на световните шедьоври“.
През 2006 г., като част от честванията на 80-годишнината на музея, Ивано-Франковската областна държавна администрация инициира петиция за предоставяне на национален статут на институцията. На 20 октомври 2009 г., с Указ на президента на Украйна Виктор Юшченко №837/2009, Музея на народните изкуства на Хуцулия и Покутия „Йосафат Кобрински“ получава статут на „национален“. Този статут е предоставен за „значителния принос на музея за развитието на музейното дело, изучаването, опазването и популяризирането на традиционното народно изкуство на Карпатския регион и неговата активна международна дейност“.

## Музеен фонд, колекция, структура и дейност
Към втората половина на 2000-те колекцията на музея включва около 50 000 предмета, представящи всички видове традиционно народно изкуство от региона на Хуцулия и Покутия: художествена дограма (резба, инкрустация, изпичане), художествена обработка на метал и кожа, грънчарство, декоративно тъкачество, килимарство, бродерия и облекло, писане на яйца. Тези образци на народното изкуство представят периода от XVII век до наши дни. Някои музейни експонати обаче датират от IV хилядолетие пр. Хр. и представляват земеделската култура, известна в археологическата и историческата наука като „кукутени-трипилска“. Автори на тези артистични произведения са хуцулите, обитавали високите части на украинските Карпати в Ивано-Франковска, Закарпатска и Чернивецка области, както и покутите, чиято територия е разположена между реките Прут, Днестър и Черемош. Сред експонатите на музея са древни предмети на сакралното изкуство, предмети от бита, ценни художествени изделия от дърво, керамика, плат, кожа, вълна, цветни метали, стъкло, морски корали.
Постоянните експозиции на музея включват:
- гоблени от Михайло Билас;
- мемориална стая на Андрий Чайковски;
- сакрално изкуство;
- интериор на хуцулска къща;
- хуцулско облекло;
- хуцулски мебели.

Стационарната експозиция е изградена на познавателния принцип за развитието и формирането на регионалното изкуство. Широко е представена колоритната гама от облекло на планинците, гуцулски бижута от цветни и благородни метали, оръжия от опришкивската епоха, резбовани ковчежета, чинии, стомни. Всички продукти са умело инкрустирани с мъниста, метал, рога на планински животни и редки видове дърво.
Колекцията от художествени тъкани на музея дава възможност да се проследят характерните стилови особености, колорит, структура на декора, формите и общата еволюция на всички видове тъкани. Колекцията е структурирана в 2 групи – за производство на дрехи и за декорация на дома. Тук се съхраняват комплекси от народно мъжко и женско облекло от различни селища на региона, отделни елементи от облекло, разнообразни по състав, орнаменти и цветова гама от тъкани, представени под формата на престилки, пояси, кърпи, ревери, орнаменти от зебло, покривки за маса; ценни колекции от колани и килими.
Колекцията от дърворезби характеризира еволюцията в развитието на дърворезбата в региона през последните 3 века. Тук се съхраняват различни архитектурни детайли, кръстове, мебели, селскостопански сечива, предмети от бита, традиционни музикални инструменти. Включително – врати, летви в прозорците, купи, стълбове, яреми за волове, бъчви, стелажи, лъжици, солници. Широко представени са произведенията на майстори от такива центрове на дърворезба като Ричка, Яворов, Брустури, Космач, Криворивня и град Косив.
Художествената обработка на метал и кожа в района на Хуцулия и Покутия, развила се още по време на Киевска Рус, е представена в музейната колекция от голям асортимент от метални битови изделия, орнаменти на облекло, детайли от конски сбруи, оръжия, украсени с геометрични орнаменти, изпълнени в техниката на леене, коване, гравиране, инкрустации и др. Музейната колекция включва специално гравирани пушки, пистолети, барутници, украсени с метални плочи с прости геометрични орнаменти, колекция от брадви, пръчки, женски колиета, бижута за дрехи, дрънкулки, колани и други.
Художествената обработка на кожата, тясно свързана с обработката на месинг, е представена от традиционните украински елеци кептари, мъжки чанти, колани и чепици, в украсата на които са използвани капсули, житни класове, типични копчета бовтици и геометричен орнамент.
Интересна група от колекциите на музея са изделия от рог от периода XVIII в. – началото на XX в., които включват бурета с барут, рогове, орнаменти, шила, музикални инструменти.
Колекцията от художествена хуцулска керамика съдържа около 4 000 експоната датиращи от края на XVIII век до наши дни, от известни центрове на грънчарството – Коломия, Косив, Пистин, град Кута. Най-многобройни са домакинските керамични съдове – купи, чинии, кани, стомни, свещници и плочки за облицовка на пещ. Най-пълно в музея е представена художествената керамика от района на Коломия.
Колекцията от бродерия представя един от най-старите начини за украса на дрехи и предмети от бита. Образците на бродирани орнаменти са групирани по географски принцип, като са взети предвид най-характерните мотиви, композиции, цветови комбинации и техники на изпълнение за всеки от местните райони. Колекцията от произведения на великденска живопис включва уникални писани яйца – произведения на миниатюрната живопис, чиято орнаментика е запазила употребата на езически символи. Колекцията включва повече от 12 хиляди експоната от различни региони на Украйна, както и от Пакистан, Беларус и Полша.
Националният музей на народните изкуства на Хуцулия и Покутия „Йосафат Кобрински“ притежава ценни колекции от археологически и нумизматични предмети, както и живопис. Музейният фонд съдържа колекции от произведения на известни майстори на народното изкуство, сред които и изделия на местни резбари.
Музеят е структуриран в 5 отдела, два от които работят като отделни звена в Косив и в Коломия, музей на великденското писано яйце, известен като Музей „Писанка“.
Този музей отваря през 1987 г. на базата на колекция от писани великденски яйца и става единственият подобен музей в света. През 2000 г. е построена специална сграда за него, чиято централна част има формата на великденско яйце с височина 13 метра.
Служители на Националния музей на народните изкуства на Хуцулия и Покутия „Йосафат Кобрински“ извършват научни и колекционерски експедиции, организират и провеждат изложби в широк спектър от теми, свързани не само от Украйна, но и с други държави.

## Списание „Хуцулшчина и Покутия“
„Хуцулшчина и Покутия“ е етноложко-етнографско, културно и историко-краеведско списание, издавано от Националния музей на народните изкуства на Хуцулия и Покутия „Йосафат Кобрински“.

## Галерия
- Вход за музея
- Табела на музея
- Витражи от вътрешната страна на прозорците на музея
- Експозиция на гердани
- Част от временна експозиция на хуцулски сватбени дрехи
- Част от временна експозиция на хуцулски сватбени дрехи
- Традиционна хуцулска сватбена украса
- Гайди от XIX век
- Люлка от 20-те години на ХХ в. от с. Яворив
- Пояс от 30-те години на ХХ в. от с. Бръстури
- Домашен интериор от края на XIX век, типичен за региона
- Хуцулски плочки за облицовка на пещ